# Kościół Wniebowzięcia Najświętszej Maryi Panny w Grucie
Kościół Wniebowzięcia Najświętszej Maryi Panny – rzymskokatolicki kościół parafialny należący do parafii pod tym samym wezwaniem (dekanat Radzyń Chełmiński diecezji toruńskiej).
Budowa świątyni została rozpoczęta zapewne około 1280 roku i najpierw nosiła wezwanie świętego Mikołaja (wezwanie Wniebowzięcia Najświętszej Maryi Panny posiada dopiero od 1647 roku). Kościół został poważnie uszkodzony w czasie wojen szwedzkich (1655-1657), na polecenie króla Michała Korybuta Wiśniowieckiego został odbudowany i wyposażony przez starostów rogozińskich. Wtedy to została dobudowana do niej wieża i zakrystia. W połowie XVIII wieku rozpoczęto generalny remont kościoła. Data na blaszanej chorągiewce wieży – 1758 – dotyczy zapewne przebudowy wieży, która poprzednio była znacznie wyższa. W 1846 roku pożar zniszczył wnętrze świątyni, ale zachowały się dzwony: z 1567 roku, przelany w 1882 roku, i z 1715 roku. Dzięki staraniom księdza Andrzeja Czajkowskiego, znanego kaznodziei i działacza narodowego, budowla została wyremont]wana (w tym czasie powstały: zakrystia i kruchta południowa).
Kościół nie stracił całkowicie cech stylu gotyckiego. Zasadniczy korpus wybudowany został z cegły na kamiennej podmurówce. Budowla jest jednonawowa i posiada prezbiterium zamknięte ścianą prosą oraz czworokątną, otynkowaną wieżę od strony zachodniej. Szczyty reprezentują styl neogotycki. Prezbiterium nakryte jest sklepieniem krzyżowo-żebrowym, nawę nakrywa pozorna kolebka.
Wyposażenie świątyni reprezentuje styl późnobarokowy i powstało w 1 ćwierci XVIII wieku. Regencyjny ołtarz główny i dwa ołtarze boczne powstały około 1730 roku. Drewniany chór muzyczny pochodzi z około połowy XIX wieku i jest podparty czterema słupami, posiada wybrzuszony parapet. Dwa feretrony w stylu barokowym powstały w pierwszej połowie XIX wieku i są ozdobione obrazami Najświętszej Marii Panny i świętego Mikołaja oraz świętego Stanisława biskupa. Późnobarokowy obraz Przemienienia Pańskiego z drugiej połowy XVIII wieku jest przykładem malarstwa sztalugowego. Wśród rzeźb można wyróżnić: figurę Matki Boskiej Tronującej z Dzieciątkiem, powstałą w połowie XIII wieku (późnoromańską), barokową figurę Chrystusa Zmartwychwstałego, wykonaną na przełomie XVII i XVIII wieku, kamienną rzeźbę Chrystusa niosącego krzyż, powstałą około połowy XIX wieku, rzeźbę Chrystusa Salwatora z XVIII wieku oraz ludowy krucyfiks wykonany w XVIII–XIX wieku. Organy z zewnętrzną oprawą neoklasycystyczną i współczesnym jej wyposażeniem zostały zbudowane przez A. Terletzkiego w Elblągu w 1886 roku. Na uwagę zasługują także zachowane w zadowalającym stanie ornaty: biały wykonany w 1698 roku, ozdobiony przedstawieniami Najświętszej Maryi Panny Niepokalanie Poczętej, Chrystusa i św. Benedykta, czerwony, wykonany w pierwszej połowie XVIII wieku, zielony, wykonany z tkaniny na przełomie XVIII i XIX wieku oraz ornat z XIX wieku.